# ريك بايلس (لاعب كرة قدم أمريكية)
ريك بايلس (بالإنجليزية: Rick Bayless)‏ هو لاعب كرة قدم أمريكية أمريكي، ولد في 15 أكتوبر 1964.